# Carlo Avallone
Carlo Pietro Maria Avallone (Torre Annunziata, 21 gennaio 1850 – Roma, 6 marzo 1926) è stato un ammiraglio italiano.

## Biografia
Carlo Avallone fu il secondogenito di Angelo Avallone, capitano della Guardia Nazionale borbonica, di antica e nobile famiglia e da Carolina de Gennaro. Fratello del generale Alfredo Avallone e del sindaco di Torre Annunziata (dal 1884 al 1886 e dal 1891 al 1894) Giuseppe Avallone. Sposò a Montevideo nel 1895 Amalia Garron, figlia del ministro residente d'Italia della Repubblica dell'Uruguay. Fu ammiraglio di squadra.

## Carriera militare
Studiò alla Regia Scuola di Marina di Napoli, e partecipò alle campagne oceaniche col grado di capitano di corvetta assunse il comando della corazzata Andrea Provana, facente parte con le regie navi Amerigo Vespucci e Sebastiano Veniero a Buenos Aires della Stazione Navale Italiana dell'America del Sud. Ufficiale della Regia Marina, noto per il suo contributo, nel campo navale, alla vittoria italiana e degli Alleati durante la prima guerra mondiale. Collaborò con l'ammiraglio Paolo Thaon di Revel, fu sottosegretario di stato alla Marina e poi direttore generale di tutti gli Arsenali d'Italia. Organizzatore tecnico, arricchì di importanti opere militari le Piazzeforti italiane: l'Arsenale Militare Marittimo della Spezia e l'Arsenale Militare Marittimo di Taranto, che gli eressero due busti marmorei.